# ロックマン エグゼ オペレート シューティングスター
『ロックマン エグゼ オペレート シューティングスター』は、2009年11月12日にカプコンから発売されたニンテンドーDS専用のアクションRPGである。

## 概要
ロックマンエグゼシリーズは『ロックマンエグゼ6』で完結したため、4年振りの新作となる。
本作はゲームボーイアドバンスで発売されたバトルネットワーク ロックマンエグゼのリメイク作であるが、様々な新要素が追加されている。例えば、『流星のロックマン』とクロスオーバーするシナリオなどが挙げられる。
共演のきっかけはイメージイラストとして、ロックマンエグゼシリーズのロックマンと流星のロックマンシリーズのロックマンが手を組んでいる姿が公開されたことである。また、この製作のきっかけはロックマン20周年のイベントのためにデザイナーが色紙に描いたお祝い用の絵を見たことであるとプロデューサーの堀之内健が公式ホームページ内で述べている。

## ストーリー
バトルネットワーク ロックマンエグゼ#ストーリーを参照。追加シナリオの詳細なプロローグはタイトル画面のメニューから別で見ることができる。

## キャラクター
その他の登場キャラクターはバトルネットワーク ロックマンエグゼ#登場キャラクターを参照。
流星のロックマン
説明書では「謎のナビ」と表記して名前を伏せている上にシルエットをかけている。
メニュー内のロックマン画面では従来のロックマン.EXEと区別するために、「S.S.(シューティングスター)ロックマン」と表記される。
新シナリオにおいてロックマン.EXEがある原因で操作不能になり、代理という形でプレイヤーキャラとして使用できるようになり、新シナリオを進めていくことでロックマン.EXEが再び操作できるようになり、いつでも交代ができるようになる。新シナリオ終了後もS.S.ロックマンを引き続き操作できるが、マップ上でS.S.ロックマンを使用できるのは新シナリオ内だけとなり、シナリオ終了後はマップ上でロックマン.EXEを操作し、戦闘になるとS.S.ロックマンに切り替わるという形になる。S.S.ロックマンが使用可能になると下画面のPET画面にもS.S.ロックマンのアイコンが追加され、タッチすることで会話する事ができる。
基本的な操作方法はロックマン.EXEと同じで、HPやバスターの性能もロックマン.EXEのものがそのまま適用される。ロックマン.EXEとの違いとして、戦闘中のBGMが流星シリーズのものに変化、ウォーロックアタックとシールドが使用可能、バスターを押しっぱなしにすると自動で連射され、撃っていないときは自動でチャージされるなどがあり、流星のロックマンシリーズに近い感覚で操作できる。ただし、ウォーロックアタックのロックオンできる範囲は横一列のみであり、ウォーロックアタック中にカウンターされるとしばらく動けなくなる。また、シールドを使った後は少し無防備になってしまう。バスターの自動連射の連射力はロックマン.EXEの連射よりはるかに遅く、オートチャージである代わりに1段階のみで威力も最高6倍までしか上がらないなど、性能はロックマン.EXEと一長一短である。また、シナリオ内でロックマンがsaito.batによるパワーアップをした後はS.S.ロックマンの性能も上がるほか、ドリームウイルスにS.S.ロックマンで挑むことも可能である。通信対戦でも使用可能。
クロックマン
新シナリオのボス。時空を操作出来るナビであり、響ミソラとロールを誘拐した張本人。『月刊コロコロコミック』で募集されたボスキャラデザインコンテストの大賞作品である。

## ロックマン スターコロシアム
タイトル画面のメニューから選択できる。この通信対戦は通常のバトルではなく、フィールド上によるアクションバトルである。
- DSダウンロードプレイにより、ソフトを持っていない人とでも最大6人まで対戦できる。通信はDSダウンロードプレイのみで、ソフトを持っている人が2人以上いてもリーダー以外はソフトを使用せずダウンロードプレイで参加することになる。
- 初期状態ではエグゼロックマン、流星ロックマン、ブルースの3人を使用することができ、通信対戦を50回以上行うとさらにフォルテが個人戦でのみ使用可能になる。エグゼロックマンと流星ロックマンではロックバスターでの遠距離攻撃、ブルースではソードでの高威力の接近攻撃、フォルテでは移動速度が速くトリプルバスターでの広範囲攻撃で攻撃方法や能力が違う。
- 現実世界や流星のロックマンシリーズの電波世界のフィールドで6種類の中から遊べる。フィールドによって出現するアイテムや仕掛けが異なる。
- 全員敵同士で戦いながらスターを集める「個人戦」、チームを組んで一緒に戦いながらスターを集める「チーム戦」、フォルテを相手に全員協力して爆弾攻撃で戦う「VSフォルテ」の3つのモードを選択することができる。「VSフォルテ」だけは1人プレイ可能で、倒すまでの時間を各フィールドごとに5位まで記録できる。
- 対戦で上位になったり「VSフォルテ」で早く倒したりするとポイントを獲得できるが、対戦でポイントを獲得できるのはリーダーになったプレイヤーのみである。また、対戦に参加した人数が多いほど獲得できるポイントが多くなる。
- 貯まったポイントは本編の電脳世界の熱斗のホームページにいる商人からバトルチップと交換できる。ポイントはシナリオデータとは別に管理されており、シナリオを初めからプレイし直してセーブデータを上書きしても、ソフトのセーブデータ自体を初期化しない限り継続する。

## オリジナル版との相違点
- 本作ではオリジナル版がおおまかに再現されているが攻撃力、ストーリー上のステージの難易度、エンカウント率が調整されている。
- 流星のロックマンとクロスオーバーした新シナリオとタイトル画面に選べる新シナリオに関わるプロローグを追加。
- 新シナリオで新しいボスのクロックマンを追加。これに伴い、新シナリオをクリアした後、クロックマンのV2・V3が電脳世界の特定のエリアに出現するようになった。
- 新しいバトルチップにSSロックマン、クロックマンの無印・V2・V3の4枚とチップコードを追加。また、ゲーム中では入手できないイベント配信限定のブライのバトルチップを追加。
- 新しく追加されたプログラムアドバンスとして「ダブルロックマン」と「ダブルヒーロー2」が追加されている。なお、「ダブルヒーロー2」はイベント配信限定のバトルチップのブライが必要となっているため、通常のプレイでは発動できない。
- 一部のバトルチップの攻撃力とコードと効果が変更されるなどの主な変更点。
  - ナビチップのチップコードでスカルマンがD、シャドーマンがTにそれぞれ変更された。
  - 一部バトルチップの攻撃力が強化され、ガッツパンチが60から160、ブレイクハンマーが100から220、など大幅に上がっている。
- 光熱斗（声 - 比嘉久美子）、ロックマン（声 - 木村亜希子）、星河スバル（流星のロックマン、声 - 大浦冬華）に音声が追加され、アニメ版と同じ声優が担当している。
- 画面がゲームボーイアドバンス版より広くなり、より見やすくなった。ただし、戦闘中のみは両端に黒い帯が入ってわずかに狭くなる。
- オリジナル版にあったアーマーシステム（装備するとダメージを半減する代わりにそのアーマーの弱点となる属性は半減されない）を削除、これに伴い、敵の攻撃力が変更された。
- 主要キャラクターの顔グラフィックを新しいものに変更。
- BGMはオリジナル版の曲をリメイクしており、他に流星のロックマンシリーズの曲を一部収録している。
- フィールド画面での移動の際オリジナル版と逆で、Bボタンを押さないとダッシュ、Bボタンを押すと歩くようになった。また、細かい要素なども変更された。
  - 一部ナビのHPを変更
  - 一部のインターネットの名称を変更（1では使われていなかった2以降から使われているウラインターネットの名称に変更されるなど）。
  - 一部の台詞（1のみのインターネットの世界の名称の「サイバーワールド」から2以降で呼ばれる「電脳世界」に変更されるなど）と小文字英数のフォントが変更。
  - 一部のシーンに効果音を追加
  - 一部のコメントが出るシーンが変更。
  - 変化した所を矢印で指し示す機能を追加
- オリジナル版にあったバグ、誤字などを修正、ただし車のすり抜けは改善されていない。
- 対戦を除きストーリー上の敵の攻撃が少し遅くなった。
- 難易度の高い発電所の電脳の仕様を変更。
  - 見えない道が少しの間だけつながっている道が点灯するようになって、迷いにくくなった。
  - サイバー電池の充電がなくなって、何度でも付け直してやり直せるようになった。これに伴い、サイバー電池を充電してくれたプログラムくんの台詞が変更されている。
- ロックマンのシステム面を変更。
  - ロックマンステータス画面が一新された。
  - 新シナリオからプレイヤーキャラにSSロックマンが追加され、エグゼロックマンと合流した以降、プレイヤーキャラの切り替えが追加。
  - SSロックマンがプレイヤーキャラとして使えるようになったことにより、ラスボスのドリームウイルス戦でのロックバスターの性能が変更された。
  - ロックマンのレベルがHPメモリ、バスターアップだけでレベル100になるようになった。

- - 「ロックマンエグゼ2」からの要素
    - 1度エリアを奪うと奪い返されるまで維持し続けていたエリアスチールが、一定のターンが経つと元に戻るように変更。
    - ポイズンアヌビスのHP減少速度が『2』以降のものと同様となり弱体化
    - バトルチップのチップコードにアスタリスク(*)のコードが追加
    - 同じ名前のバトルチップをフォルダに入れられる枚数を10枚から5枚に変更
    - カスタム画面で選べなくなったチップを暗転して表示するように変更
    - カスタム画面のバトルチップ選択欄を3列（最大15枚）から2列（最大10枚）に変更、チップコードを表示する行を追加。
    - カスタム画面でLボタンを押すと逃げることができるシステムの追加。
    - 暗転系のバトルチップで、攻撃が命中すると同時に相手のHPがすぐ減るように変更。

- - 「ロックマンエグゼ3」からの要素
    - 同じ名前のナビチップをフォルダに入れられる枚数を5枚から1枚に変更。
    - カスタム画面でセレクトボタンを押すとバトルフィールド全体を表示するフィールドビュー機能を追加。

- - 「ロックマンエグゼ4」からの要素
    - バトルチップに属性表示を追加。
    - 相手が暗転系のバトルチップを使用した時に自分も暗転系バトルチップを使うことで割り込んで先に発動できるシステムを追加。
    - エリアスチールで相手のエリアの最後列を奪うことができなくなるように変更。
    - セーブができなくなるラスボス目前のエリアに進む前に、進むかどうかの選択肢が追加され、流星のロックマン3と同様、進むと同時にセーブされるようになった。

- - 「ロックマンエグゼ5DS ツインリーダーズ」からの要素
    - 下画面にPET待ち受け画面と現在地などの情報と電脳世界のマップなどの表示を追加。電脳世界のマップは最初から全て見られるようになっている。ただし、PET待ち受け画面は3Dではなく2Dのデザインであり、プラグインやメニューを開くことが出来ない。
    - 現実世界でPET待ち受け画面のロックマンをタッチするとLボタンを押した時と同じようにロックマンと相談できる機能を追加

- - 「ロックマンエグゼ6」からの要素
    - 現実世界と電脳世界のエリア名が表示されるようになった。6と違い、フィールド画面ではなく、下画面に表示される。